# Oroszi
Oroszi (vyslovováno [orosi]) je malá vesnička v Maďarsku v župě Veszprém, spadající pod okres Devecser. Nachází se asi 9 km severozápadně od Devecseru. V roce 2015 zde žilo 134 obyvatel. Dle údajů z roku 2011 tvoří 88,5 % obyvatelstva Maďaři, 4,6 % Romové, 0,8 % Poláci, 0,8 % Rumuni a 0,8 % Němci, přičemž 11,5 % obyvatel se k národnosti nevyjádřilo. Název doslovně znamená "ruský".
Sousedními vesnicemi jsou Doba a Noszlop, sousedním městem Devecser.